# Jeppe unterwegs
Jeppe unterwegs ist ein Kindercomic ab vier Jahren von Jutta Bauer. Jeppe soll eine dringende Botschaft des Königs in das Nachbarschloss überbringen, wegen seiner Hilfsbereitschaft kommt er aber nur langsam voran. Die Geschichte erschien zunächst im Jahr 2013 als Der Bote des Königs beim Aladin Verlag, die erweiterte Neufassung Jeppe unterwegs kam 2021 im Kibitz Verlag heraus. Die neue Ausgabe verbindet Gestaltungselemente von Bilderbüchern und Comics.

## Inhalt
Das Murmeltier Jeppe soll im Namen seines Königs, eines Schweins, eine dringende Botschaft in das Nachbarschloss überbringen. Die Wegbeschreibung, die ihm der König aufsagt, klingt einfach: „Über die Hügel, am Fluss längs und dann eigentlich immer geradeaus.“ Eilfertig tritt Jeppe zu Fuß mit der Schriftrolle unterm Arm seine Reise an, wird aber immer wieder abgelenkt, da er hilfesuchenden Tieren tatkräftig zur Seite steht.
Schon nach dem ersten Hügel trifft er auf Vater Eichhorn, der vom Baum gestürzt ist und nicht mehr klettern kann. Jeppe versorgt seine Verletzungen und konstruiert einen Seilzug, mit dem das Eichhörnchen zu seiner Familie im Baum zurückkehren kann. Am Fluss begegnet er einem traurigen Kind. Jeppe muss ein Stück des Weges zurücklaufen, um dessen Ball aus dem Fluss zu fischen. Er passt auf die acht Kinder einer gestressten Mutter auf, damit sie etwas zur Ruhe kommen kann. Als Jeppe selbst einmal auf Hilfe angewiesen ist, findet er sie auch. Trotz aller Bemühungen soll Jeppe das Nachbarschloss nicht erreichen, der Weg ist das Ziel. Der Inhalt der Nachricht bleibt ebenfalls unbekannt.
Parallel zu Jeppes Reise werden Szenen aus dem Alltag des Königs gezeigt. Man sieht ihn unter anderem, wie er ein Buch liest, sich um seinen Hund kümmert, im Garten sitzend Pfeife raucht, nachts aus dem Fenster blickt oder ein Bad nimmt.

## Entstehung und Stil
Eine erste Fassung der Geschichte erschien unter dem Titel Der Bote des Königs. Da Bauer mit dem Ergebnis aber nicht richtig zufrieden war, veröffentlichte sie eine überarbeitete Neuauflage als Jeppe unterwegs. Einen wesentlichen Unterschied zwischen den Ausgaben stellt die neue Parallelhandlung des Königs dar. Die Idee bestand bereits für die erste Version, passte allerdings nicht in das ursprüngliche Format und Konzept. Als Anregung diente Bauers Arbeit mit Papiertheatern, außerdem sollte ihr filmisches Denken zum Ausdruck kommen. Der König ist bei verschiedenen Alltagshandlungen zu sehen, die sich in einem schmalen Streifen am unteren Bildrand über die Seiten ziehen. Dadurch werden die Reise Jeppes und die Wartezeit des Königs in ein zeitliches Verhältnis gesetzt. Außerdem schafft Bauer einen inhaltlichen Rahmen, indem sie Anfang und Ende des Buches ausbaut; der gealterte Jeppe schildert rückblickend seine Erlebnisse. Der ursprünglich namenlose Protagonist wird durch seinen Namen „Jeppe“, benannt nach dem Enkel der Autorin, individualisiert. Der Kern der Geschichte, Jeppes Reise und seine Begegnungen, ist unverändert.
Jeppes Abenteuer sind in Farbe umgesetzt und als Bilderbuch gestaltet. Bauer verwendet sowohl Sprechblasen als auch erklärende Texte, die über oder unter den Illustrationen platziert sind. Nicht alle Details werden in den Texten erwähnt, sodass die Bilder die Handlung zum Teil ergänzen. Die Szenen des Königs sind als Comicstrips gezeichnet, fallen größtenteils wortlos aus und sind in Schwarz-Weiß ausgemalt. Die Bildstreifen verzichten auf Panelränder zwischen den verschiedenen Handlungen des Königs, von denen meist mehrere pro Seite zu sehen sind. Das Buch enthält auch eine Landkarte, die Jeppes Route illustriert. Die Charaktere stellt Bauer als anthropomorphe Tierfiguren dar. Der König etwa ist ein Schwein, er geht aufrecht auf zwei Beinen, trägt eine goldene Krone und einen roten Mantel mit Hermelinbesatz. Der Bote Jeppe, ein Murmeltier, ist mit einer roten Trainingshose und einem langärmligen Oberteil sportlich gekleidet. Sein Oberteil zeugt von der Reise und verändert immer wieder das Aussehen. Es wechselt nicht nur die Farbe, beispielsweise Weiß, Blau oder Hellgrün, sondern auch die Struktur und Textur durch unterschiedliche Schraffuren.

## Veröffentlichungen
Die Erzählung wurde erstmals im Jahr 2013 als Der Bote des Königs im Rahmen der Reihe Bilderbücherei vom Aladin Verlag publiziert. Die ergänzte und überarbeitete Neuauflage erschien 2021 unter dem Titel Jeppe unterwegs als Hardcover beim Kibitz Verlag.

## Rezeption

### Der Bote des Königs
In einer Rezension der Arbeitsgemeinschaft Jugendliteratur und Medien der GEW erhielt das Werk die Bewertung „sehr empfehlenswert“. Am Ende der Geschichte frage man sich, ob der Auftrag der „sehr sympathischen Figur“, die sich Bauer ausgedacht hat, „nicht vielmehr lautete, etwas Aufregendes im Königreich mit den Untertanen zu erleben“.
Nadine Fitzke hält in ihrer Buchbesprechung für den Borromäusverein fest, Der Bote des Königs sei ein „herzliches, berührendes Bilderbuch, das sowohl Kindern als auch den erwachsenen Vorlesern gefallen wird“. Bauer erzähle leise sowie „voller Phantasie“ und habe einen „kleinen Bilderbuchschatz geschaffen“, die „liebevollen Zeichnungen ergänzen die Geschichte wunderbar“.

### Jeppe unterwegs
Das Bremer Institut für Bilderbuchforschung der Universität Bremen ehrte Jeppe unterwegs im April 2021 als „Bilderbuch des Monats“. Mit Blick auf die ursprüngliche Fassung Der Bote des Königs sei es eine „Geschichte mit neuem Anstrich“, deren Kern bestehen bleibe, „eine Aussage über das Leben und seine Wirren“. Bauer scheine mit „ihrem neugewandeten Boten nun vollauf zufrieden“.
Im Juni 2021 berücksichtigte der Deutschlandfunk das Buch auf seiner Bestenliste „Die besten 7 im Juni“ für Kinder und Jugendliche an zweiter Stelle. Alle vorgestellten Werke seien auf ihre „Art prächtig bebildert“. Bei Jeppe unterwegs stehe die Devise im Vordergrund, „[s]ich selbst treu [zu] bleiben, auch wenn man im Auftrag des Königs unterwegs ist“.
Was mit der Botschaft vom König passiere, sei nicht so spannend wie der Weg von Jeppe, schreibt Ursula Tichy bei Der Standard. Jeppe unterwegs sei ein „Buch voller Geschichten und schöner Botschaften“, bei dem der Weg das Ziel darstelle.
Die Fachzeitschrift für Kinder- und Jugendmedien Eselsohr zählt in einem Rückblick Jeppe unterwegs zu den „sanft gegen den Strich gebürsteten Bilderbücher[n], die auf wundersame Weise mit Emotionen […] arbeiten und aus kleinen Schutzbefohlenen Helden fürs Leben machen“.